# Diedrich Wilhelm Andreas Augspurg
Diedrich Wilhelm Andreas Augspurg (* 2. Dezember 1818 in Bremervörde; † 29. Juni 1898 in Bremen) war ein deutscher Politiker der Nationalliberalen Partei und Mitglied des Reichstages.

## Leben
Augspurg besuchte die Rectorschule in Bremervörde und genoss danach Privatunterricht. 1836 trat er in das Bremer Handlungscomptoir ein. Von dort ging er 1841 als Kaufmann nach Mexiko. 1845 wurde Augspurg Teilhaber und 1849 bis 1864 Vorsteher des englisch-deutschen Geschäftshauses in Guadalajara in Mexiko. Am selben Ort war er nebenamtlich französischer Vizekonsul von 1855 bis 1864. Im Jahr 1864 kehrte er nach Bremen zurück. 1870 war Augspurg Mitglied der Kaiserdeputation in Versailles.
Im Jahr April 1869 wurde er in einer Ersatzwahl in den Reichstag des Norddeutschen Bundes und 1871 bis 1874 in den Reichstag des Deutschen Kaiserreichs gewählt. Dorthin wählte ihn jeweils der Wahlkreis Provinz Hannover 18 (Stade-Bremervörde). Er war Mitglied der Nationalliberalen Partei.

## Werke
- Handbuch der englischen Geschäftskorrespondenz. 1841, 3. Auflage 1863
- Observaciones à la exposicion del Emo. Sr. Ministro de Hacienda à las Cámaras sobre el Arancel. Guadalajara. 1850
- Die deutsche kaufmännische Buchführung. 1861
- Zur deutschen Münzfrage. Heft 1–4, 1868–1870